# Розанный пилильщик
Розанный пилильщик, или розанный обыкновенный пилильщик  (лат. Arge ochropus) — вид перепончатокрылых из семейства Argidae. Научное видовое название происходит, по всей видимости, от греческого др.-греч. ωχρος (охрос), что означает «бледный, бледно-жёлтый» и др.-греч. πους (поус) — «ногра». Распространён от Европы и Северной Африки до Восточной Сибири, интродуцирован в Северную Америку. Имаго можно наблюдать с мая по июль. Считается вредителем эфиромасличных культур.

## Распространение
Распространён в Европе, Северной Африке, Малой Азии, на Кавказе, в Туркменистане, северном Иране, Казахстане, Западной и Восточной Сибири (до Байкала). Интродуцирован из Европы в Северную Америку, где впервые отмечен в провинции Онтарио, однако на данный момент обосновался в и других провинциях Канады и в США. В основном распространился в северо-восточной части Северной Америки, но возможно расширение ареала.

## Описание
Длина тела взрослых насекомых 7—10 мм. Тело чёрно-жёлтое, голова чёрная, крылья желтоватые, вершина голеней и лапки чёрные.
Яйцо длиной 0,56 мм. Жёлто-белое, полупрозрачное.
Личинка старшего возраста длиной приблизительно 17 мм, при появлении из яйца около 4 мм. Молодые личинки белые, полупрозрачные, старшего возраста — сине-зелёные с оранжевой спиной.
Куколка жёлто-белого цвета развивается внутри двухслойного кокона, состоящего из хрупкого, ячеистого бледно-жёлтого внешнего и тонкого, твёрдого внутреннего слоёв. Длина данного кокона около 10 мм, ширина — 5 мм.

## Экология
Населяют леса, тайгу и степи. Взрослые особи питаются нектаром и пыльцой различных травянистых растений, в том числе пижмы обыкновенной и борщевика обыкновенного. Личинки питаются листьями некоторых представителей рода роз, среди них шиповник майский, шиповник бедренцелистный, шиповник французский, шиповник красно-бурый.
Vibrissina turrita являются паразитоидами розанных пилильщиков.

## Развитие
Продолжительность жизни взрослой особи 5—6 суток без дополнительного питания, с дополнительным питанием проживает до 9—10 суток. Самка откладывает 8—10, реже до 40 яиц в надрезы под кору молодых, неодеревенелых побегов роз, повторяя кладку два-три раза. В местах кладки побег трескается, при этом он искривляется. После отрождения (выхода из яиц) личинок на этих местах остаются углубления с выступающими оболочками яиц. Длительность развития яиц, от яйцекладки до появления личинок, 9—11 суток.
Личинки из яиц одной кладки появляются в разное время — в течение одних-трёх суток. Переживают 4 возраста. Молодые живут группами, объедая листья кормовых растений оставляя после себя лишь скелеты листьев. К старшему возрасту личинки расходятся по всему растению, на которых питаются листьями и черешками.